# Estádio Desportivo de Acra
O Estádio Desportivo de Acra (em inglês: Accra Sports Stadium) é um estádio multiuso localizado em Acra, capital de Gana, inaugurado em 1962 com capacidade máxima para 40 000 espectadores.
Utilizado principalmente em competições de futebol, é oficialmente a casa do Accra Hearts de Oak, maior clube do país e um dos maiores clubes da África. A Seleção Ganesa de Futebol também manda com frequência partidas amistosas e oficiais no estádio.

## Histórico
O estádio foi sede de três edições do Campeonato Africano das Nações, onde Gana foi sede em 1978, em 2000 (em conjunto com a Nigéria) e em 2008, ocasião em que o estádio passou por sua última grande remodelação para finalmente atender às principais normas da FIFA. Nestas três edições, Gana foi campeã em 1978, chegou até às quartas-de-final em 2000 e foi 3.º lugar em 2008.

## Controvérsia
Em 2004, o estádio foi rebatizado como Estádio Ohene Djan (em inglês: Ohene Djan Stadium) como forma de render homenagem à Ohene Djan, histórico dirigente esportivo ganês que serviu como o primeiro Ministro dos Esportes de Gana e vice-presidente da Confederação Africana de Futebol (CAF). No entanto, tal decisão contou com forte oposição da população de Acra, que considerava que a honra deveria ser atribuída a uma personalidade ilustre nascida na capital, uma vez que o estádio é um dos principais cartões postais da capital ganesa.
A pretensa homenagem foi revogada em 2011 após votação da maioria dos congressistas da Assembleia Metropolitana de Acra, que determinou ainda a retomada da denominação original do estádio.